# Рокенрол камп
Рокенрол камп (енгл. Camp Rock) амерички је музичко-телевизијски филм из 2008. године, редитеља Метјуа Дајмонда, док главне улоге играју Деми Ловато, Џо Џонас, Меган Мартин, Марија Каналс-Барера, Данијел Фатерс и Алисон Стонер. Филм говори о Мичи (Деми Ловато), младој девојци која жели да постане певачица, и њеном боравку у Рокенрол кампу, летњем музичком кампу, где ће открити пријатеље, противнике, љубав и свој глас.
Премијера филма била је 20. јуна 2008. на Disney Channel-у. Рокенрол камп био је други оригинални филм Disney Channel-а који је емитован на програму ABC-ја, The Wonderful World of Disney, после премијере на Disney Channel-у и стављен је у iTunes Store за дигиталну куповину убрзо након премијере. Филм је гледало 8,9 милиона гледалаца у ноћи његове премијере и тренутно је трећи најгледанији оригинални филм Disney Channel-а свих времена, иза филмова Средњошколски мјузикл 2 и Чаробњаци с Вејверли Плејса: Филм.
Филм прати наставак, Рокенрол камп 2: Финални џем (2010).

## Радња
Мичи Торес (Деми Ловато) млада је музичарка који тежи да буде певачица. Она жели да иде у летњи музички камп под називом „Рокенрол камп”. Пошто њена породица не може да приушти школарину, Мичина мајка, Кони Торес (Марија Каналс-Барера), успе да добије посао куварице кампа, дозвољавајући Мичи да присуствује. Заузврат, Мичи мора помоћи својој мајци у кухињи. Убрзо по доласку у камп, Мичи упознаје девојку по имену Кејтлин (Алисон Стонер).
У међувремену, Шејн Греј (Џо Џонас), размажени и арогантни певач популарног музичког трија Connect 3, добио је задатак да води часове плеса у Рокенрол кампу од стране његових колега Нејта Греја (Ник Џонас) и Џејсона Греја (Кевин Џонас) и принуђен је да сними песму са победником Финалног џема. Шејн чује како Мичи пева и заљубљује се у њен глас, али Мичи одлази пре него што Шејн успе да схвати да је то она, док тада постаје опседнут проналажењем мистериозног певача.
Током Почетног џема, Мичи сазнаје да многи камписти имају значајне корене и стиди се што је дошла у камп само због кетеринг услуге своје мајке. Она лаже Тес Тајлер (Меган Мартин), девојку познату по својој славној мајци и популарности, и њене пријатељице, Пеги (Џасмин Ричардс) и Елу (Ана Марија Перез де Тагл), да је њена мајка председница Hot Tunes TV China. Тес, импресионирана, позива Мичи у кућицу са својом групом.
Једног дана, током ручка у кафетерији, Тес и Кејтлин почињу да бацају шпагете једна на другу, а Мичи улази усред борбе. Браун (Данијел Фатерс), власник кампа, прекида борбу, а Тес намешта Кејтлин због инцидента. Браун кажњава Кејтлин тако што је тера да ради у кухињи, а Мичи, која је забринута да ће Кејтлин сазнати за њену тајну, не брани је.
У међувремену, Шејн пише нову песму, коју показује Мичи. Мичи се песма свиђа, а Шејн, сумњајући да би његова дискографска кућа и његови обожаваоци прихватили песму, почиње да се заљубљује у њу. Касније, Кејтлин стиже у кухињу док Мичи ради и сазнаје за Мичину тајну. Кејтлин назива Мичи незрелом због чувања тајне о свом идентитетз као куварице, а Мичи заузврат вређа Кејтлин став. Међутим, девојке се помире након што се Мичи супротстави Тес када Тес покуша да замени Кејтлин у Пиџама џему.
Шејн шири вест да тражи девојку са „гласом”. Када Тес види Мичи и Шејна како веслају заједно, постаје љубоморна и, након што је сазнала за Мичину тајну, приморава је да целом кампу каже истину. Шејн, бесан што га је Мичи преварила да би му се приближила само зато што је познат, одбацује је. Тес избацује Мичи, која је сада предмет подсмеха у целом кампу, из своје групе. Тес касније сазнаје да је Мичи девојка коју је Шејн тражио. Да би се отарасила Мичи, уочи Финалног џема, Тес смешта Мичи и Кејтлин да су украле њену срећну наруквицу. Када девојке не могу да докажу своју невиност, Браун им забрањује све активности кампа до краја Финалног џема.
На Финалном џему, Браун најављује да ће победник, како је одлучио жири, Connect 3, не само освојити трофеј, већ ће и снимити песму са Шејном. Пеги и Ела губе стрпљење са Тес, стоје при свом ставу и напуштају њену групу. Ела изводи „Hasta La Vista” са Бароном (Џордан Франсис) и Сандером (Рошон Фиган). Тес схвата да њена мама гледа и почиње да изводи „2 Stars”. Нажалост, када њена мама мора да се јави на позив током њеног наступа, она се спотакне пред публиком и у сузама се повуче иза сцене. Пеги открива да је њено право име Маргарет Дупри и изводи „Here I Am”. Тес се извињава Пеги и Ели. Док Браун најављује крај Финалног џема, рефлектори се пале и он дозвољава Мичи да наступи, рекавши да се нада да ће се она и Кејтлин ускладити: пошто њихов наступ није био у постави и технички је био после „краја Финалног џема”. Мичи почиње да пева „This Is Me”. Шејн схвата да је то њен глас од раније и убрзо се придружује. У позадини, Тес каже Мичи и Кејтлин да је рекла Брауну да јој нису украле наруквицу, а Мичи и Шејн се помире. Пеги је проглашена за победницу Финалног џема. Након што је крунисана као победница, цео камп пева „We Rock”.
У продуженој завршници филма, неколико месеци касније, Кејтлин показује Мичи, Тес, Пеги и Ели студио за снимање који је изградила у својој гаражи и изводе „Our Time Is Here”.

## Улоге
| Глумац                   | Улога                 |
| ------------------------ | --------------------- |
| Деми Ловато              | Мичи Торес            |
| Џо Џонас                 | Шејн Греј             |
| Меган Мартин             | Тес Тајлер            |
| Алисон Стонер            | Кејтлин Гелар         |
| Марија Каналс-Барера     | Кони Торес            |
| Данијел Фатерс           | Браун Сесарио         |
| Џули Браун               | Ди ла Дјук            |
| Ана Марија Перез де Тагл | Ела Падор             |
| Џасмин Ричардс           | Маргарет „Пеги” Дупри |
| Џордан Франсис           | Барон Џејмс           |
| Рошон Фиган              | Сандер Лојер          |
| Ник Џонас                | Нејт Греј             |
| Кевин Џонас              | Џејсон Греј           |
| Арин Дојл                | Лола Скот             |
| Ђовани Спина             | Енди                  |
| Едвард Хаунз             | Стив Торес            |
| Џенифер Ричи             | Т. Џ. Тајлер          |